# Жуковский, Валерий Францевич
Вале́рий Фра́нцевич Жуко́вский (бел. Валерый Францавіч Жукоўскі; род. 21 мая 1984, Ли́да, Гродненская область) — белорусский футболист, полузащитник.

## Биография
Валерий родился в Лиде, где и начал заниматься футболом. Профессиональную карьеру начал в 21 год, в 2005 году, подписав контракт с клубом из родного города — с ФК «Лида».
В своем первом сезоне в качестве профессионального футболиста сразу пробился в основу лидского клуба, выступавшего тогда в Первой Лиге. Сыграл в сезоне 29 матчей, забил 5 мячей и помог завершить своему клубу сезон на 10 позиции в турнирной таблице. После относительно успешного сезона Валерию стали поступать предложения сменить клуб, в частности, был интерес от «Витебска» и «Белшины». Но витебский клуб предлагал игроку лишь просмотр, в то время как «Белшина», которая в минувшем сезоне вышла в Высшую Лигу — полноценный контракт. Валерий выбрал бобруйский вариант.
В «Белшине» Жуковский также сразу стал игроком основы и за полтора сезона сыграл 38 матчей и забил 10 голов. Летом 2007 года перешёл в «Шахтёр», где за два года отыграл около 50 матчей и забил 7 мячей. Во время игры в солигорском клубе дважды играл в финалах Кубка Белоруссии по футболу (в 2008 и 2009 годах), но трофей солигорчанам так и не покорился.
Летом 2009 года переходит в «Нафтан». Валерий приглашался в Новополоцк целенаправленно под матчи Лиги Европы, но заявить на эти игры его так и не успели. В сезоне 2010 года провёл за «Нафтан» 32 матча, забил 5 голов. В следующем сезоне отыграл на 5 матчей меньше, забил 3 мяча, отдал 2 голевые передачи, но по-прежнему оставался твёрдым игроком основы. А вот в сезоне 2012 года выпал из основного состава клуба, появляясь на поле в основном с замены. 20 мая 2012 года Жуковский вместе со своим клубом с третьей попытки стал обладателем Кубка Белоруссии. Матч завершился со счетом 2:2, а в серии пенальти новополочане переиграли соперника — 4:3, сам же Валерий свой 11-метровый не забил.
В декабре 2012 года, после окончания контракта с «Нафтаном», у Жуковского было несколько предложений, в том числе и продлить контракт с новополоцким клубом.
8 декабря официальный сайт «Гомеля» сообщил, что Валерий Жуковский стал игроком «зелено-белых», подписав контракт сроком на один год. Дебютировал за клуб 14 мая 2013 года в кубковой игре против «Минска». 8 апреля в матче против своего бывшего клуба, «Нафтана» забил первый гол за «Гомель». После первых 8 туров на счету Валерия было 8 игр за новый клуб, в которых он забил 2 гола и отдал 1 голевую передачу. В мае 2013 года получил тяжелую травму левого колена, из-за которой выбыл из строя примерно на два месяца. В начале июня Жуковскому была сделана операция в Германии. 15 июня 2013 года, несмотря на травму, продлил контракт с «Гомелем» до конца 2014 года.
В январе 2014 года вернулся в «Нафтан». После возвращения стал лидером новополоцкого клуба, играл на позиции атакующего полузащитника. 2 августа 2014 года оформил хет-трик в матче с брестским «Динамо». В сезоне 2015 оставался игроком основы. С 13 голевыми передачами стал лучшим ассистентом чемпионата.
14 декабря 2015 стало известно о заключении контракта с минским «Динамо». Уже на предсезонном сборе Валерий был выбран вторым вице-капитаном команды. В первой половине сезона 2016 играл в основе динамовцев на позиции атакующего полузащитника. 29 июня стало известно, что после ухода Александра Гутора капитанская повязка перейдёт к Валерию Жуковскому. После прихода на должность главного тренера Сергея Боровского потерял место в основном составе и на поле появлялся нечасто. В декабре 2016 года по окончании контракта покинул столичный клуб.
В январе 2017 года присоединился к гродненскому «Неману», где стал основным атакующим полузащитником. В ноябре продлил контракт с клубом на один сезон. В сезоне 2018 оставался игроком стартового состава, стал капитаном команды. В декабре 2018 года подписал новый контракт с гродненцами.
В начале сезона 2019 зачастую выходил на замену, с июня по сентябрь играл в стартовом составе, позднее вновь стал выходить со скамейки запасных. В январе 2020 года продлил контракт с «Неманом» на год. В начале сезона 2020 оставался на скамейке запасных или выходил на замену, однако вскоре вернулся в стартовый состав. В декабре 2020 года продлил контракт с клубом ещё на сезон. В декабре 2022 года продлил контракт с клубом.
В начале сезона 2023 года футболист выбыл из распоряжения клуба из-за решения Министерства Спорта. В июле 2023 года футболист присоединился к «Макслайну». В декабре 2023 года футболист покинул клуб по истечении срока действия контракт.

## Достижения
«Шахтёр» (Солигорск)
- Бронзовый призёр Высшей лиги: 2007
- Финалист Кубка Беларуси (2): 2007/08, 2008/09

«Нафтан»
- Обладатель Кубка Беларуси: 2011/12

«Динамо» (Минск)
- Бронзовый призёр Высшей лиги: 2016